# Alex Scheurer
Alexander „Alex“ Scheurer (* 18. Oktober 1974 in Salzburg) ist ein österreichischer Radio- und Fernsehmoderator.

## Leben
Scheurer war nach seinem Studium der Politikwissenschaften als Morningshow-Moderator bei diversen Radiosendern tätig, z. B. Welle 1 in Salzburg. Ab 1998 wirkte Alex Scheurer als Ö3-Moderator und als Comedy-Autor bei Sendungen wie Pleiten-, Pech- und Pannendienst, der Ö3 Hitshow und der Freitagsshow mit. Im ORF war er in dem wöchentlichen Comedy-Format echt fett zu sehen. 
Alex Scheurer moderierte vor allem die Sendungen Pleiten-, Pech- und Pannendienst, AIW - Ab ins Wochenende, vertretungsweise Ö3 dabei und den Ö3 Wecker. Nach neun Jahren verließ Alex Scheurer Ö3 und wechselte zu ATV, wo er It’s Showtime und Blind Date moderierte. 2009 war er Mitglied der Morningcrew von Radio 88.6. Ab 2010 moderierte er bei Radio Wien. Im Juli 2015 wurde sein Wechsel zu Puls 4 bekannt. Er sollte dort neue Projekte im Bereich Unterhaltung und Comedy redaktionell unterstützen.
Seit 2018 arbeitet er bei Wiener Wohnen, den Gemeindebauten der Stadt Wien, im Bereich Kommunikation und produziert interne Videoformate. Seit Jänner 2023 moderiert er die Sendung Stiege 24/7 beim Wiener Stadtsender W24.